# 韓國檢察總長
檢察總長（：／）是大韓民國檢察廳的首長，由總統提名任命。

## 職務
檢察總長的職責自1993年3月10日起頒布的《檢察廳法》中獲明定，負責處理大檢察廳的事務，統轄檢察機關事務，及指揮和監督檢察廳的公務員。獲任命為檢察總長的資格為任職法官、檢察官或律師十五年以上，此外在國家機關、國營企業、《政府投資機關管理基本法》第2條規定的政府投資機關其他法人從事法律事務的人、具有法官、檢察官或律師資格且在大學法學助理教授以上職位的人，亦有資格獲任命。
1988年12月31日起，檢察總長的任期為兩年，不得連任。若時任檢察總長出現任何問題導致不能履職，包括患病、休假、辭職或死亡等，助理檢察長將代理此職。

## 歷任檢察總長
| 政府             | 任次             | 姓名             | 就任           | 離任           | 備註                                              |
| ---------------- | ---------------- | ---------------- | -------------- | -------------- | ------------------------------------------------- |
| 第一共和國       | 1                | 權承烈（권승렬） | 1948年10月31日 | 1949年6月5日   |                                                   |
| 第一共和國       | 2                | 金翼鎮（김익진） | 1949年6月6日   | 1950年6月21日  | 此後降級為首爾高等檢察廳檢察長。                  |
| 第一共和國       | 3                | 徐相懽（서상환） | 1950年6月22日  | 1952年3月5日   |                                                   |
| 第一共和國       | 4                | 韓格晩（한격만） | 1952年3月14日  | 1955年9月29日  |                                                   |
| 第一共和國       | 5                | 閔復基（민복기） | 1955年9月30日  | 1956年7月5日   |                                                   |
| 第一共和國       | 6                | 鄭順錫（정순석） | 1956年7月6日   | 1958年3月10日  |                                                   |
| 第一共和國       | 7                | 朴承俊（박승준） | 1958年3月11日  | 1960年5月4日   |                                                   |
| 第二共和國       | 8                | 李太熙（이태희） | 1960年5月5日   | 1961年5月27日  |                                                   |
| 國家重建最高會議 | 9                | 張榮淳（장영순） | 1961年5月28日  | 1963年1月31日  |                                                   |
| 國家重建最高會議 | 10               | 鄭暢雲（정창운） | 1963年2月1日   | 1963年12月6日  |                                                   |
| 第三共和國       | 11               | 申稙秀（신직수） | 1963年12月7日  | 1971年6月3日   |                                                   |
| 第三共和國       | 12               | 李鳳成（이봉성） | 1971年6月5日   | 1973年12月2日  |                                                   |
| 第四共和國       | 13               | 金致烈（김치열） | 1973年12月3日  | 1975年12月18日 |                                                   |
| 第四共和國       | 14               | 李善中（이선중） | 1975年12月19日 | 1976年12月4日  |                                                   |
| 第四共和國       | 15               | 吳鐸根（오탁근） | 1976年12月7日  | 1980年5月21日  |                                                   |
| 第四共和國       | 16               | 金鍾卿（김종경） | 1980年5月28日  | 1981年3月9日   |                                                   |
| 第五共和國       | 17               | 許亨九（허형구） | 1981年3月10日  | 1981年12月15日 |                                                   |
| 第五共和國       | 18               | 鄭致根（정치근） | 1981年12月16日 | 1982年5月21日  |                                                   |
| 第五共和國       | 19               | 金錫輝（김석휘） | 1982年5月24日  | 1985年2月18日  |                                                   |
| 第五共和國       | 20               | 徐東權（서동권） | 1985年2月21日  | 1987年5月26日  |                                                   |
| 第五共和國       | 21               | 李種南（이종남） | 1987年5月27日  | 1988年12月5日  |                                                   |
| 盧泰愚政府       | 22               | 金淇春（김기춘） | 1988年12月6日  | 1990年12月5日  | 首位任期制檢察總長。                              |
| 盧泰愚政府       | 23               | 鄭銶永（정구영） | 1990年12月6日  | 1992年12月5日  |                                                   |
| 盧泰愚政府       | 24               | 金斗喜（김두희） | 1992年12月6日  | 1993年3月7日   |                                                   |
| 金泳三政府       | 25               | 朴鍾喆（박종철） | 1993年3月8日   | 1993年9月13日  |                                                   |
| 金泳三政府       | 代理             | 金道彥（김도언） | 1993年9月13日  | 1993年9月16日  |                                                   |
| 金泳三政府       | 26               | 金道彥（김도언） | 1993年9月16日  | 1995年9月15日  |                                                   |
| 金泳三政府       | 27               | 金起秀（김기수） | 1995年9月16日  | 1997年8月6日   |                                                   |
| 金泳三政府       | 28               | 金泰政（김태정） | 1997年8月7日   | 1999年5月24日  |                                                   |
| 金大中政府       | 29               | 朴舜用（박순용） | 1999年5月26日  | 2001年5月25日  |                                                   |
| 金大中政府       | 30               | 慎承男（신승남） | 2001年5月26日  | 2002年1月15日  |                                                   |
| 金大中政府       | 31               | 李明載（이명재） | 2002年1月17日  | 2002年11月5日  |                                                   |
| 金大中政府       | 32               | 金珏泳（김각영） | 2002年11月11日 | 2003年3月10日  |                                                   |
| 盧武鉉政府       | 33               | 宋光洙（송광수） | 2003年4月3日   | 2005年4月2日   |                                                   |
| 盧武鉉政府       | 34               | 金鍾彬（김종빈） | 2005年4月4日   | 2005年10月17日 |                                                   |
| 盧武鉉政府       | 代理             | 鄭相明（정상명） | 2005年10月17日 | 2005年11月23日 |                                                   |
| 盧武鉉政府       | 35               | 鄭相明（정상명） | 2005年11月24日 | 2007年11月23日 |                                                   |
| 盧武鉉政府       | 36               | 林采珍（임채진） | 2007年11月24日 | 2009年6月5日   |                                                   |
| 李明博政府       |                  |                  |                |                |                                                   |
| 代理             | 文晟祐（문성우） | 2009年6月5日     | 2009年7月14日  |                |                                                   |
| 代理             | 韓明官（한명관） | 2009年7月14日    | 2009年7月19日  |                |                                                   |
| 代理             | 車東旻（차동민） | 2009年7月19日    | 2009年7月28日  |                |                                                   |
| 37               | 金畯圭（김준규） | 2009年7月28日    | 2011年7月4日   |                |                                                   |
| 代理             | 朴用錫（박용석） | 2011年7月5日     | 2011年8月10日  |                |                                                   |
| 38               | 韓相大（한상대） | 2011年8月12日    | 2012年11月30日 |                |                                                   |
| 代理             | 蔡東旭（채동욱） | 2012年11月30日   | 2012年12月4日  |                |                                                   |
| 代理             | 金鎮太（김진태） | 2012年12月4日    | 2013年4月3日   |                |                                                   |
| 朴槿惠政府       | 39               | 蔡東旭（채동욱） | 2013年4月4日   | 2013年9月30日  |                                                   |
| 朴槿惠政府       | 代理             | 吉兌基（길태기） | 2013年9月30日  | 2013年12月2日  |                                                   |
| 朴槿惠政府       | 40               | 金鎮太（김진태） | 2013年12月2日  | 2015年12月1日  |                                                   |
| 朴槿惠政府       | 41               | 金秀南（김수남） | 2015年12月2日  | 2017年5月12日  |                                                   |
| 文在寅政府       | 代理             | 金周賢（김주현） | 2017年5月12日  | 2017年5月20日  |                                                   |
| 文在寅政府       | 代理             | 奉旭（봉욱）     | 2017年5月21日  | 2017年7月25日  |                                                   |
| 文在寅政府       | 42               | 文武一（문무일） | 2017年7月25日  | 2019年7月24日  |                                                   |
| 文在寅政府       | 43               | 尹锡悦（윤석열） | 2019年7月25日  | 2020年11月24日 | 史上首次對現任檢察總長作出懲戒（停職2個月）處分。 |
| 文在寅政府       | 代理             | 趙南寬（조남관） | 2020年11月24日 | 2020年12月1日  |                                                   |
| 文在寅政府       | 43               | 尹錫悅（윤석열） | 2020年12月1日  | 2020年12月16日 | 法院宣佈停止執行對現任檢察總長的停職命令。        |
| 文在寅政府       | 代理             | 趙南寬（조남관） | 2020年12月17日 | 2020年12月23日 |                                                   |
| 文在寅政府       | 43               | 尹錫悅（윤석열） | 2020年12月24日 | 2021年3月4日   | 法院引用停止執行懲戒的假處分申請，恢復職務。      |
| 文在寅政府       | 代理             | 趙南寬（조남관） | 2021年3月4日   | 2021年5月31日  |                                                   |
| 文在寅政府       | 44               | 金浯洙（김오수） | 2021年6月1日   | 2022年5月6日   |                                                   |
| 文在寅政府       | 代理             | 朴成鎮（박성진） | 2022年5月6日   | 2022年5月22日  |                                                   |
| 尹錫悅政府       | 代理             | 李沅䄷（이원석） | 2022年5月22日  | 2022年9月16日  |                                                   |
| 尹錫悅政府       | 45               | 李沅䄷（이원석） | 2022年9月16日  | 2024年9月15日  |                                                   |
| 尹錫悅政府       | 46               | 沈雨廷（심우정） | 2024年9月16日  | 2025年7月4日   |                                                   |
| 李在明政府       | 代理             | 盧萬錫（노만석） | 2025年7月4日   | 现任           |                                                   |